# Pirâmide quadrada giralongada
Em geometria, a pirâmide quadrada giralongada é um dos Sólidos de Johnson (J10). Como o nome sugere, pode ser construído giralongando-se uma pirâmide quadrada, o que neste caso pode envolver juntar um antiprisma triangular a sua base.